# Burg Schiltau
Die Burg Schiltau, auch Schiltow oder Schiltowe genannt, ist die Ruine einer Höhenburg auf einer felsigen Anhöhe bei etwa 610 m über NN in der Schiltachstraße in Jungnau, einem Stadtteil von Sigmaringen im Landkreis Sigmaringen in Baden-Württemberg.

## Geschichte
Die vor 1200 von den Herren von Schiltau (Schiltowe), ein Ministerialengeschlecht, welches zeitweise auch im Dienst der Grafen von Veringen stand, erbaute Ortsburg wurde um 1200 mehrfach erwähnt.
Wohl um 1286 wurde die Burg in einer Fehde zwischen den Veringern und Rudolf von Habsburg über die Rückgabe von Lehen durch königliche Söldner zerstört, aber wohl wieder aufgebaut.
Am 6. Dezember 1313 sind für Berthold den Schiltower der „Schiltauer Fronhof“ in Inneringen und am 20. Juni 1316 weitere Güter in Inneringen dokumentiert. Am 20. Juli 1316 verkaufte Berthold der Schiltower die Burg mit den dazugehörigen Besitzungen an Ritter Burkhard von Jungingen, der wenige Jahre später um 1333 in direkter Nachbarschaft die Burg Jungnau erbauen ließ. 1344 wird die Burg Schiltau letztmals als „Veste“ erwähnt. Am 7. April 1364 ist Hans v. Weggenstein zu Schiltau als Siegler dokumentiert.
1367 wurde die Herrschaft Jungnau, mit Burg Jungnau und Vorburg nebst Burg Schiltau mit Vorhof sowie weiteren Orten, von Ursula von Jungingen an die Brüder Eberhard und Johannes von Reischach weiterverkauft. 1385 wird sie als hohenbergisches Lehen im Besitz der Herren von Reischach bezeichnet.
1423 wurde die Burg erstmals als Burgstall erwähnt, als Schiltau an die Grafen von Werdenberg weiterveräußert wurde.
Nach dem Aussterben der Werdenberger 1534 fiel die Herrschaft (diesmal nur Burg und Ort Jungnau erwähnt) als Allod an die Grafen von Fürstenberg.
Von der ehemaligen Burganlage, die spätestens zu Beginn des 15. Jahrhunderts verfallen war, mit Maßen von etwa 55 mal 30 Meter sind nur noch in neuzeitliche Gebäude verbaute Reste der westlichen Umfassungsmauer erhalten.